# Klis
Klis (en croata: Klis, en italiano: Clissa, en turco: Kilis) es un municipio de Croacia ubicado alrededor de una fortaleza de montaña que lleva el mismo nombre. Se encuentra en la región de Dalmacia, ubicada justo al noreste de Solin y Split, cerca del paso de montaña del mismo nombre. Tiene una población de 3.001, totalizando 4.801 junto con los otros ocho pueblos de su municipio (censo de 2011).
El paso de montaña de Klis separa las montañas Mosor y Kozjak a una altitud de 360 m. Ha tenido un gran valor estratégico a lo largo de la historia porque cualquier fuerza interior que pasara por Klis habría podido llegar fácilmente a toda la región de Split y Kaštela. Durante las guerras otomanas en Europa, una fortaleza romana ya existente en una colina cercana se amplió en la Fortaleza de Klis. Fue el centro de un sanjacado dentro del Eyalato de Bosnia durante el dominio otomano. Klis también fue gobernado por el Reino de Bosnia, el Imperio otomano (1537-1648), la República de Venecia (1648-1797), y el Imperio austrohúngaro (1867-1918). Debido a su posición geográfica, Klis también es susceptible a un viento bura bastante fuerte.